# Mausoleen von Ösgön
Koordinaten: 40° 46′ 6″ N, 73° 17′ 57″ O

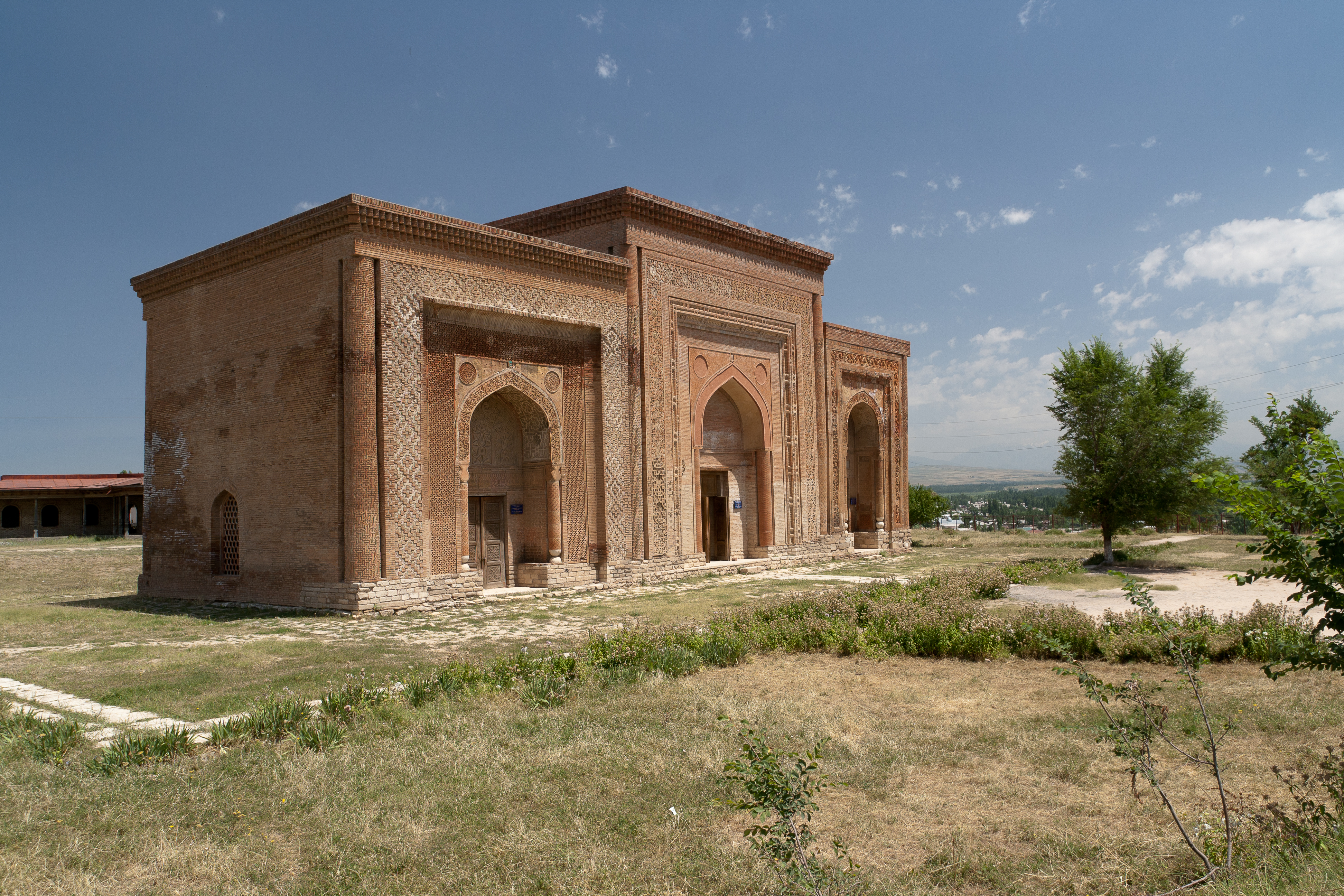
Die drei Karachaniden-Mausoleen aus dem 11.–12. Jahrhundert

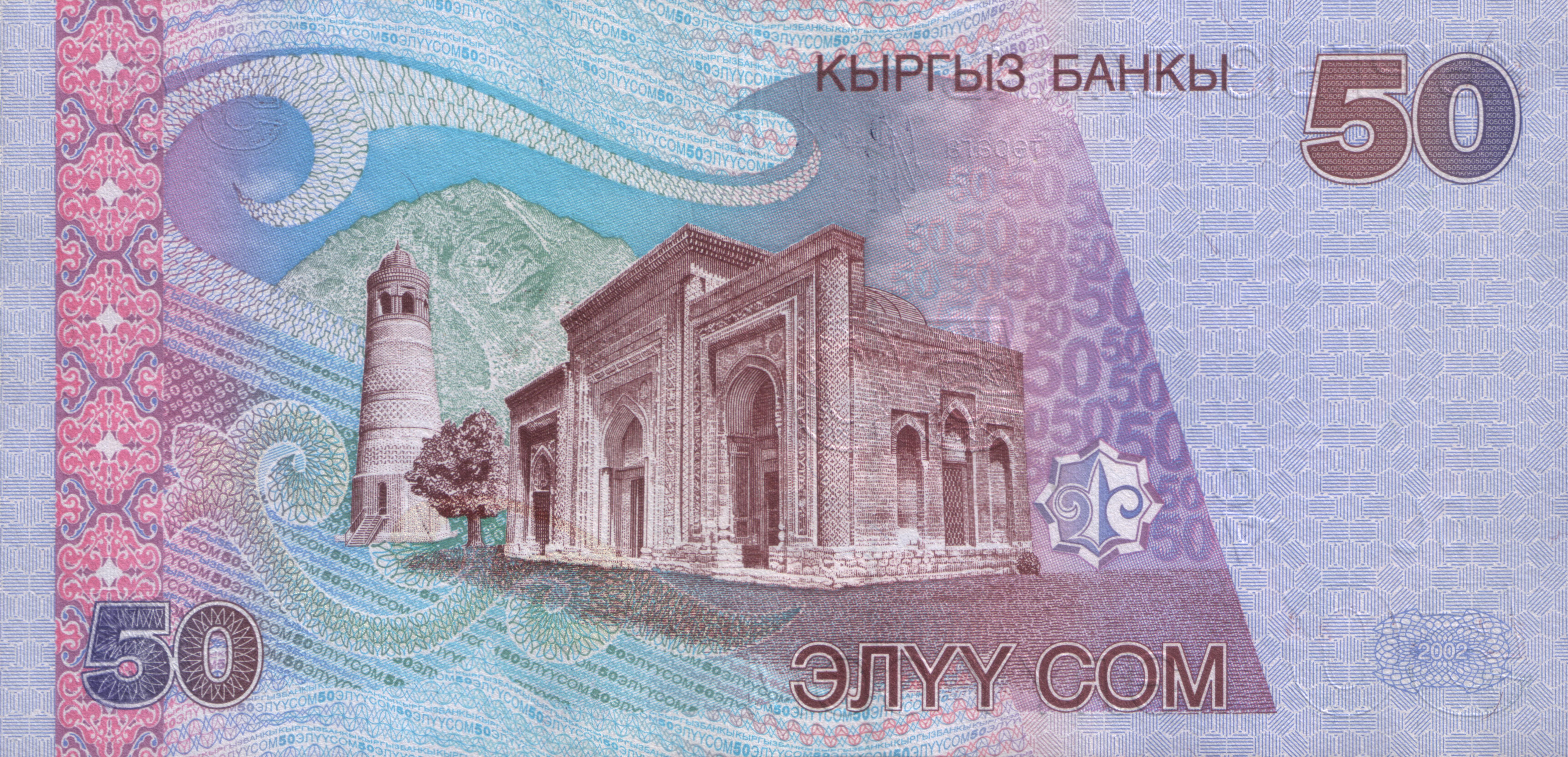
Minarett und Mausoleen von Ösgön auf der 50-Som-Banknote Kirgisistans von 2002

Die Mausoleen von Ösgön sind bedeutende Baudenkmäler in Ösgön, einer Stadt im Gebiet (Oblast) Osch in der zentralasiatischen Republik Kirgisistan.

## Geschichte
Nachdem die Karachaniden in den Jahren 990–992 große Teile Transoxaniens, einschließlich des Ferghanatals, von den Samaniden erobert hatten, wurde das heutige Ösgön Hauptstadt eines ihrer Teilreiche und nach Balasagun und neben Kaschgar und Samarkand eines der vier Zentren ihres Reiches. Von Ösgön aus eroberte der ab 996 dort regierende Arslan-Ilek Nasr-ben-Ali († 1013), im Oktober 999 endgültig Buchara, die Hauptstadt der Samaniden, Samarkand und das übrige Transoxanien, und bis 1213 war Ösgön dann Hauptstadt des im Ferghanatal herrschenden Zweigs der Karachaniden.
Aus dieser Blütezeit der Stadt im 11. und 12. Jahrhundert stammen drei gut erhaltene Mausoleen. Sie befinden sich im Archäologie-Architektur-Museum-Komplex, einer parkähnlichen Freifläche nahe der Stadtmitte. Die drei Bauten sind so aneinander gebaut, dass sie wie ein einziges Gebäude aussehen, stammen jedoch aus verschiedenen Bauzeiten. Sie sind aus gebrannten rotbraunen Ziegeln, mit eindrucksvoller Mauer- und Wandornamentik an der nach Westen ausgerichteten Portalseite, und gehören zu den wenigen früh-islamischen Bauwerken, die Dschingis Khans Eroberung Transoxaniens 1219/1220 überlebten.

## Beschreibung
Das älteste und größte der drei ist das mittlere, das Mausoleum des Eroberers von Buchara und Samarkand, Arslan-Ilek Nasr-ben-Ali († 1013). Der 12 m hohe Bau hat einen quadratischen Grundriss von etwa 11,5 m Seitenlänge. Ornamentale Terrakotta und geschnitzter Alabaster mit geometrischen und Rankenmustern zieren die Vorderfront um das Portal. Diese Betonung des Eingangs war ein zur damaligen Zeit neues Stilelement. Die Portalnische ist von einem auf zwei Blendsäulen ruhenden Kielbogen überspannt und von dekorativen Friesen mit frühen Formen von Arabesken, Girikh genannt, umfasst. Der von einer kleinen zentralen Kuppel auf dem ansonsten flachen Dach überragte Innenraum hat Türen auf drei Seiten und eine Nische an der Ostseite und enthält einige Reliefs und Friese mit vor-islamischen Motiven.

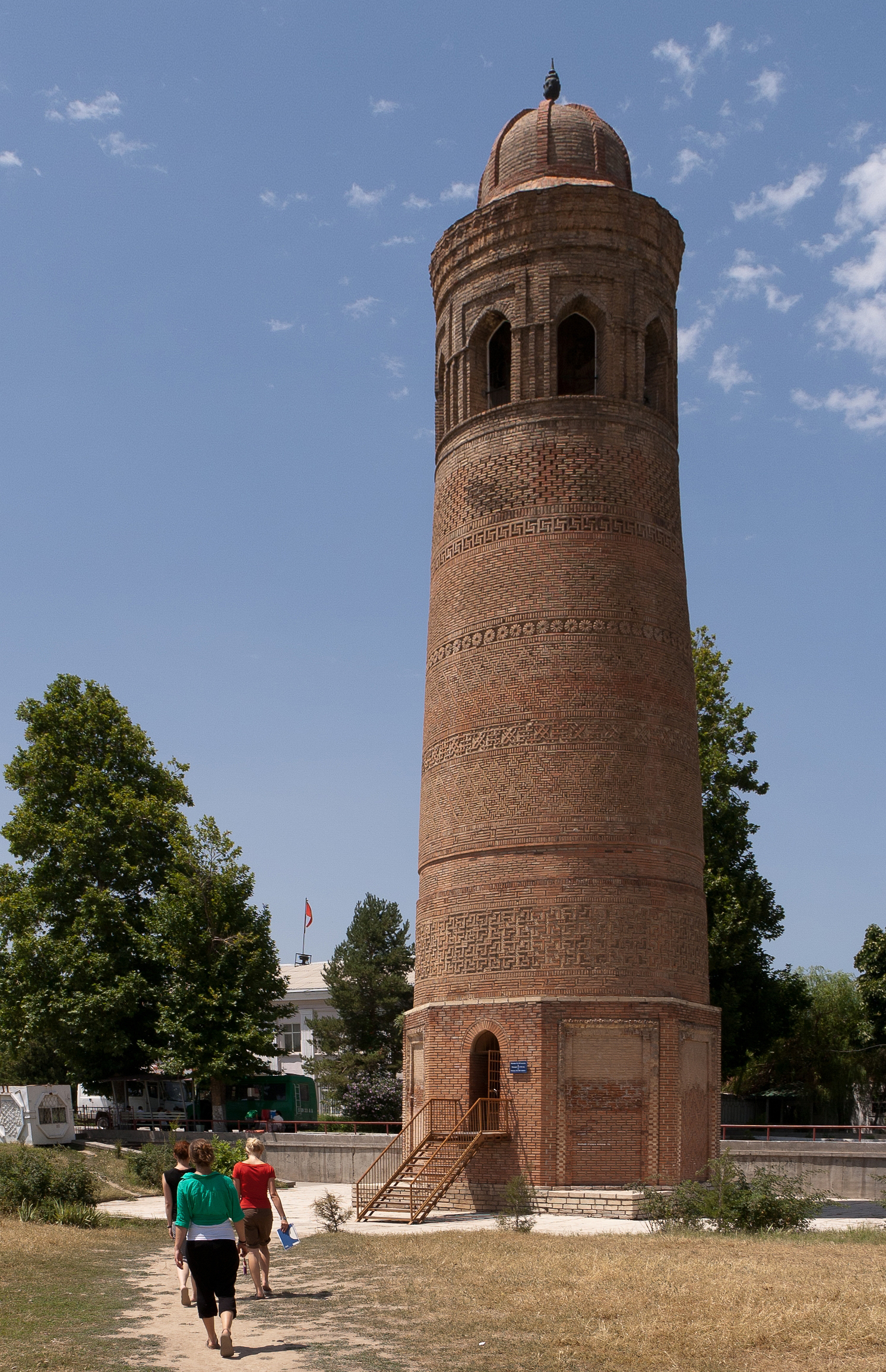
Das Minarett auf dem Museumskomplex in Ösgön

Das 1152 nördlich angebaute, rechteckige Mausoleum des Jalal al-Din al-Hussein zeichnet sich durch seine die gesamte Fassade schmückende Flächenornamentik aus. Es hat eine Grundfläche von 12,2 × 10,2 m und ist etwa 10,5 m hoch, ebenfalls mit Flachdach und kleiner, zentraler Kuppel über dem Innenraum. Das Gebäude ist eines der besterhaltenen Beispiele früher islamischer Architektur. Nicht nur die ganze Fassade, sondern auch die Blendsäulen, der Spitzbogen, die Innenseiten des Portikus und die Soffitte des Portalbogens sind mit feinen Terrakottamustern verziert. Die Archivolte des Spitzbogens ist mit Naschī-Schrift verziert, der Sturz des Portals mit Kufi-Beschriftung.
Für wen das 1186 erbaute südliche Mausoleum errichtet wurde, ist nicht mehr bekannt; es ist das kleinste der drei, mit einer Höhe von nur etwa 10 m und einem Innenraum von lediglich 6,4 × 6,4 m Grundfläche, aber auch das am schmuckvollsten mit Ornamenten, Arabesken und Schriftfriesen verzierte. Der Portalbereich enthält Schriftbänder in Naschī und Kufi, kombiniert mit Sternen, Kreuzen, Blumen- und Rankenmotiven.

## Das Minarett von Ösgön
Etwa 150 m nordwestlich der Mausoleen, an der Nordseite des Parkgeländes, steht ein 27,5 m hohes Minarett, wohl Vorbild für die von den Karachaniden in Buchara und Vobkent erbauten Minarette. Der obere Teil des ursprünglich wesentlich höheren und an seiner Basis 8,5 m breiten, sich nach oben verjüngenden Turms wurde bei einem Erdbeben im 16. Jahrhundert zerstört. Heute ist er über einer Aussichtsplattform von einer Kuppel bekrönt.